# عبد الفتاح جندلي
عبد الفتّاح الجندلي شخصية مهمة جدًا، وغالبًا الناس تعرفه لأنه والد ستيف جوبز (مؤسس شركة آبل).
إليك نبذة عنه وعن عائلته:
الاسم الكامل: عبد الفتّاح الجندلي.
الميلاد: سنة 1931 في مدينة حمص، سوريا.
الأصل: ينتمي إلى عائلة الجندلي، وهي عائلة حمصية عريقة معروفة بالتجارة والعلم.
التعليم: انتقل إلى الولايات المتحدة للدراسة الجامعية، وحصل على الدكتوراه في العلوم السياسية.
العمل: عمل أستاذًا في الجامعة، ثم اتجه لاحقًا إلى مجال الأعمال والمطاعم في ولاية نيفادا.
الزواج والأبناء:
ارتبط خلال فترة دراسته الجامعية بالكاتبة الأمريكية جوان شيبل، وأنجبا طفلًا خارج إطار الزواج سنة 1955، وهو ستيف جوبز. لكن بسبب الظروف الاجتماعية آنذاك، تخلت الأسرة عن الطفل ليُعرض للتبنّي.
لاحقًا تزوّج عبد الفتّاح من سيدة أخرى، وأنجب منها منى الجندلي (منى سمبسون)، التي أصبحت كاتبة وروائية أمريكية معروفة.

العلاقة بستيف جوبز: لم تكن هناك علاقة قوية بينهما، فستيف تربى في بيت العائلة التي تبنته (بول وكلارا جوبز)، لكنه تعرّف لاحقًا إلى شقيقته منى سمبسون.
📌 بإيجاز:
عبد الفتاح الجندلي رجل سوري مهاجر إلى أمريكا، أستاذ جامعي ورجل أعمال، ووالد كل من ستيف جوبز ومنى سمبسون.
تحب أكتبلك عن أصل عائلته الجندلي في حمص وتاريخها كمان؟